# Pteroeides
Pteroeides is een geslacht van zeeveren uit de familie van de Pennatulidae.

## Soorten
- Pteroeides acutum Tixier-Durivault, 1966
- Pteroeides bankanense Bleeker, 1859
- Pteroeides bestae d'Hondt, 1984
- Pteroeides breviradiatum Kölliker, 1869
- Pteroeides caledonicum Kölliker, 1869
- Pteroeides carnosum Tixier-Durivault, 1972
- Pteroeides crossieri Tixier-Durivault, 1966
- Pteroeides densum Tixier-Durivault, 1966
- Pteroeides dofleini Balss, 1910
- Pteroeides duebeni Kölliker, 1869
- Pteroeides durum Kölliker, 1872
- Pteroeides esperi Herklots, 1858
- Pteroeides flexuosum Tixier-Durivault, 1966
- Pteroeides griseum (Linnaeus, 1767)
- Pteroeides humesi Tixier-Durivault, 1966
- Pteroeides hymenocaulon Bleeker, 1859
- Pteroeides isosceles J.S. Thomson, 1915
- Pteroeides jungerseni Broch, 1910
- Pteroeides laboutei d'Hondt, 1984
- Pteroeides latissimum Kölliker, 1869
- Pteroeides lusitanicum Broch, 1910
- Pteroeides malayense Hickson, 1916
- Pteroeides morbusus Tixier-Durivault, 1961
- Pteroeides oblongum Gray, 1860
- Pteroeides sagamiense Moroff, 1902
- Pteroeides sparmanni Kölliker, 1869
- Pteroeides spicatum Tixier-Durivault, 1972
- Pteroeides spinosum (Ellis, 1764)
- Pteroeides tenerum Kölliker, 1869
- Pteroeides timorense Hickson, 1916
- Pteroeides triangulum Tixier-Durivault, 1972